# 62P/紫金山
62P/紫金山（62P/Tsuchinshan），通常稱為紫金山一號，是南京紫金山天文台在1965年1月1日發現的一顆短週期彗星。
在2004年通過近日點期間，這顆彗星變亮至視星等約11等。這顆彗星在2011年通過近日點時，位於不利於觀測其身影的太陽遠測，因此沒有觀測到。
在2049年4月1日，這顆彗星將從距離火星約0.016天文單位（2,400,000）。